# 閑職
閑職（かんしょく）とは、組織の中で職責や職務が無いか非常に少ないため、あまり重要と思われていないポストのこと。

## イギリス
イギリスでは中世以来国王の陪臣として歴史的には意味があったが、時間が経つにつれ官僚システムの発達などにより実質的意味を失っているポストであっても、そのまま存置されることが多い。
これらの官職は実質的意味を失っているため、職務がなかったが、賃金は規定されており、18世紀には政界での貢献に対する褒賞や、議会での支持票を確保するための手段として広く用いられた。その後、18から19世紀にかけて徐々に廃止されていった。
21世紀の内閣の大臣ポストでは王璽尚書やランカスター公領大臣がこれに当たり、無任所大臣のようなポストとして扱われている。

このほか、イギリスの庶民院議員は辞任が許可されていないため、その代替として議員資格を失う官職への任命が使用される。この目的にはチルターン・ハンドレッズ執事とノースステッド荘園執事（いずれも無給の閑職。たとえば、ノースステッド荘園は2012年時点で湖の底に沈んでいる）が交替で使われている。

## 中世中国
南北朝時代の中国(4世紀～6世紀)では貴族政治の影響で、世間で重んじられるが実務にわずらわされない官職こそが「清官」と呼ばれて人気があり、上級貴族はもっぱら清官ばかりをたどって昇進するのが常であった。これに対して世間で尊重されず仕事ばかり多いものを「濁官」と呼び、主に身分の低い者の就くポストとされた（宮崎市定「九品官人法の研究」中公文庫）。つまり後世でいう「閑職」のほうが人気があったことになる。

## 日本

### 歴史
江戸幕府は武家政権であったが、大坂の陣が終了し元和偃武が宣言されると、武士の職、なかでも戦闘を担うものに名目化したものが生じ、閑職が急増した。一例として槍奉行が挙げられる。

### 現状
仕事が暇で手腕のふるいようのない職務もあり、組織内出世を目標にしている者にとっては、組織の中での長期的目標を失うことになる。
組織内の不祥事や損失に関与した人物について、解雇などして不祥事や損失を組織外に公にされると組織の社会的地位を損なうために、当該人物を閑職にして飼い殺したりする場合もある。また組織の不祥事を内部告発した人物に対して、報復人事として閑職に追いやる例もある。ほかに退職させたい人物に対して退職勧奨させる一環として閑職に追いやる例や、軽度の不祥事や損失に関与した人物を再教育の名目として下請けや子会社に出向させて閑職に追いやる例もある。
窓際族とも表現される。
ごくまれに、閑職時代に研鑽を積み能力を養って復活・出世してからの業務に生かした例もある。元首相・海相の米内光政など。

### フィクション
現実社会においての事実であるかは別論として、小説などでは、以下の組織が閑職としてステレオタイプ的に取り扱われる。
- 社史編纂室
（作品例）
  - 清水義範『商道をゆく』（短編集『蕎麦ときしめん』ISBN 406184542X 収録）
- 人材(人間)開発室
- 庶務課